# Operação Rainha
A Operação Rainha (Operation Queen) foi uma operação americana durante a Segunda Guerra Mundial na Frente Ocidental na Linha Siegfried Alemã.
A operação foi dirigida contra o rio Rur, como ponto de partida para um subsequente avanço sobre o rio até o Reno, na Alemanha. Foi conduzido pelo Primeiro e Nono Exércitos dos EUA.
A ofensiva começou em 16 de novembro de 1944 com um dos mais pesados bombardeios táticos aliados da guerra. No entanto, o avanço Aliado foi inesperadamente lento, contra a forte resistência alemã, especialmente na Floresta de Hürtgen, através da qual foi realizado o impulso principal da ofensiva. Em meados de dezembro, os Aliados finalmente chegaram ao Rur e tentaram capturar as suas importantes barragens, quando os alemães lançaram a sua própria ofensiva, apelidada de Wacht am Rhein. A Batalha do Bulge que se seguiu levou à cessação imediata dos esforços ofensivos dos Aliados na Alemanha até fevereiro de 1945.

## Prelúdio
Em junho de 1944, os Aliados conduziram a invasão no norte da França e abriram uma nova frente. Após a fuga dos Aliados da Normandia, a Wehrmacht alemã esteve envolvida numa série de batalhas desastrosas em Julho e Agosto, mais notavelmente no bolsão de Falaise. Após esses acontecimentos, a defesa alemã no norte e oeste da França desintegrou-se, levando a uma retirada apressada das forças alemãs. O rápido avanço Aliado, juntamente com a marcha contínua do Exército Vermelho no leste, permitiu ao Alto Comando Aliado acreditar que a Wehrmacht estava prestes a entrar em colapso e que a vitória total poderia ser alcançada no Natal de 1944. Os Aliados, portanto, lançaram um plano de alto risco para um avanço direto através dos Países Baixos para a Alemanha, chamado Operação Market Garden. Este plano excessivamente ambicioso falhou, pois a Wehrmacht conseguiu reorganizar-se e consolidar a sua força. Em meados de Setembro, o avanço Aliado terminou abruptamente, pois os Aliados sofreram uma crise logística, ultrapassando as suas linhas de abastecimento. Isso deu aos alemães mais tempo para se prepararem para as próximas ofensivas aliadas. Os alemães podiam agora guarnecer as fortificações da Muralha Ocidental (Linha Siegfried), embora os seus antigos bunkers fossem mais simbólicos do que um verdadeiro obstáculo para os Aliados. 

### Floresta Hürtgen
No norte da Bélgica, os Aliados ainda estavam envolvidos na Batalha do Escalda, enquanto no sul da França a Campanha da Lorena ainda estava em andamento. No centro, a Batalha de Aachen foi travada de 2 a 21 de outubro na fronteira alemã. A forte resistência alemã perturbou os planos dos Aliados para uma rápida retomada do rápido avanço. Como preparação para a Operação Rainha, uma ofensiva preliminar na Floresta de Hürtgen teve de ser realizada, para proteger os flancos contra um possível contra-ataque alemão fora da floresta. O objetivo era abrir caminho para o importante entroncamento rodoviário em Düren, para ganhar uma posição inicial respeitável para o Queen. A 9.ª Divisão de Infantaria já estava empenhada na floresta desde setembro, pelo que se esperava apenas uma resistência alemã moderada. No dia 2 de novembro, três dias antes do início previsto da Operação Rainha, a ofensiva contra a cidade de Schmidt foi lançada pela 28ª Divisão contra a 275ª Divisão alemã. A cidade foi capturada, mas os alemães reagiram rapidamente realocando forças da 89.ª Divisão de Infantaria e reservas móveis da 116.ª Divisão Panzer, o que expulsou os Aliados da cidade, transformando a batalha num impasse sangrento. 

### Planejamento

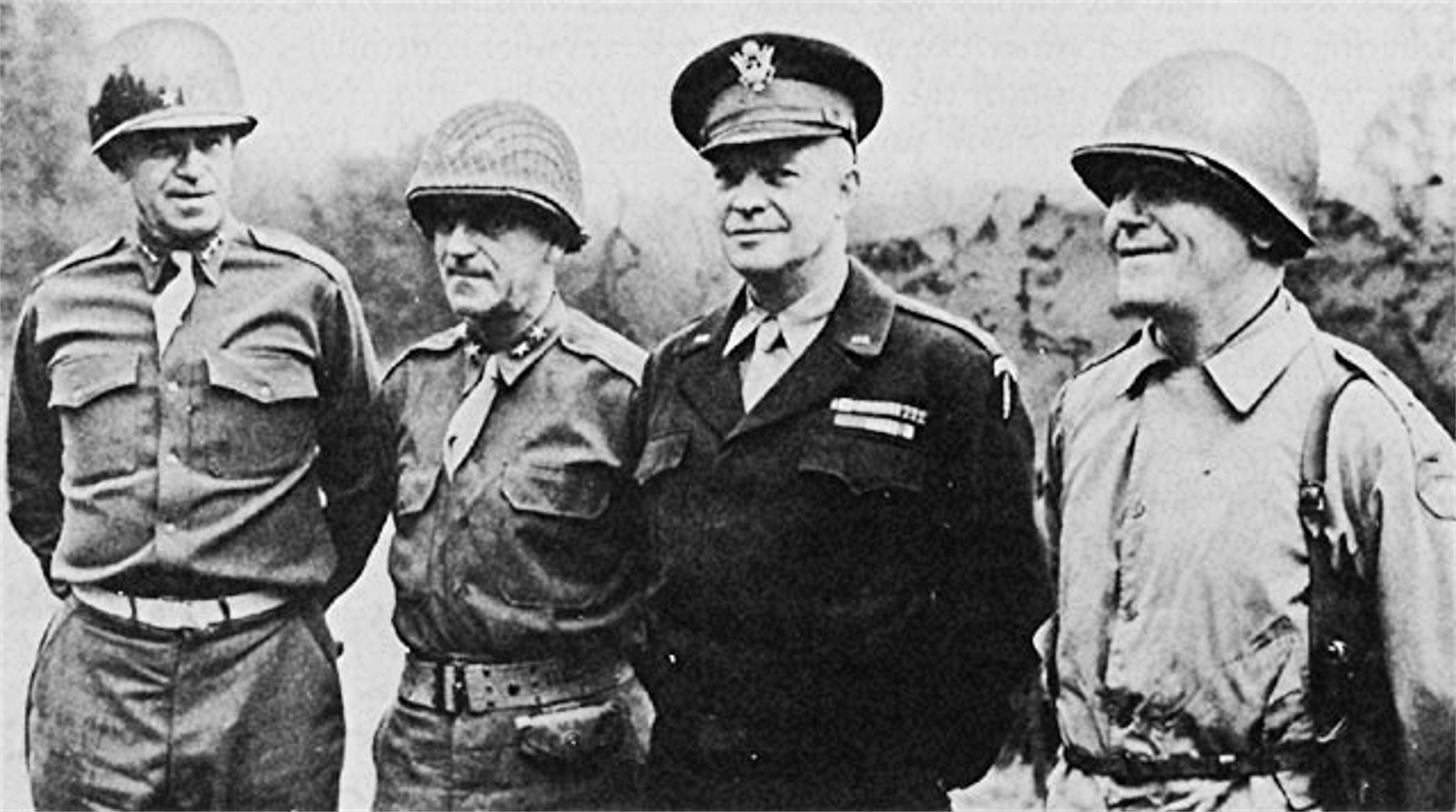
(da esquerda para a direita) Bradley, Gerow, Eisenhower e Collins

O Alto Comando Aliado planejou uma grande ofensiva na área do Nono Exército dos EUA juntamente com o Primeiro Exército dos EUA e partes do 2º Exército Britânico contra o Rio Rur, pretendendo estabelecer cabeças de ponte em Linnich, Jülich e Düren. O Primeiro Exército – já estacionado perto da Floresta de Hürtgen – teve que realizar o esforço principal através da Floresta de Hürtgen em direção ao Rio Rur. O Nono Exército teve que avançar ao norte da floresta através das planícies de Rur. O XXX Corpo Britânico - juntamente com unidades do XIII Corpo dos EUA - teve que reduzir o saliente de Geilenkirchen no norte em uma operação diferente chamada Operação Clipper. O objetivo a longo prazo após a travessia do Rur era chegar ao Reno e estabelecer cabeças de ponte em Krefeld e Düsseldorf para garantir novos avanços dentro da Alemanha após o Inverno. Um grande número de bombardeiros estratégicos americanos e britânicos realizariam uma série de ataques tácticos na área para cortar linhas de abastecimento e destruir a infra-estrutura inimiga, e também para atacar os defensores inimigos dentro das suas posições. Toda a operação recebeu o codinome Queen. A 8ª Força Aérea dos EUA deveria bombardear as fortificações em torno de Eschweiler e Aldenhoven, enquanto os bombardeiros médios da 9ª Força Aérea foram designados para a segunda linha de defesa em torno de Jülich e Langerwehe. Ao mesmo tempo, o Comando de Bombardeiros da RAF atingiria duramente os centros de tráfego de Jülich e Düren; as cidades menores de Heinsberg, Erkelenz e Hückelhoven foram designadas como alvos secundários. 
Inicialmente, a data de início da ofensiva estava marcada para 5 de novembro, posteriormente para 10 de novembro, mas devido ao mau tempo foi adiada para 16 de novembro. A ofensiva terrestre deveria começar imediatamente após os ataques aéreos, não dando tempo aos defensores para restabelecer fortificações, rotas de abastecimento e comunicações.  

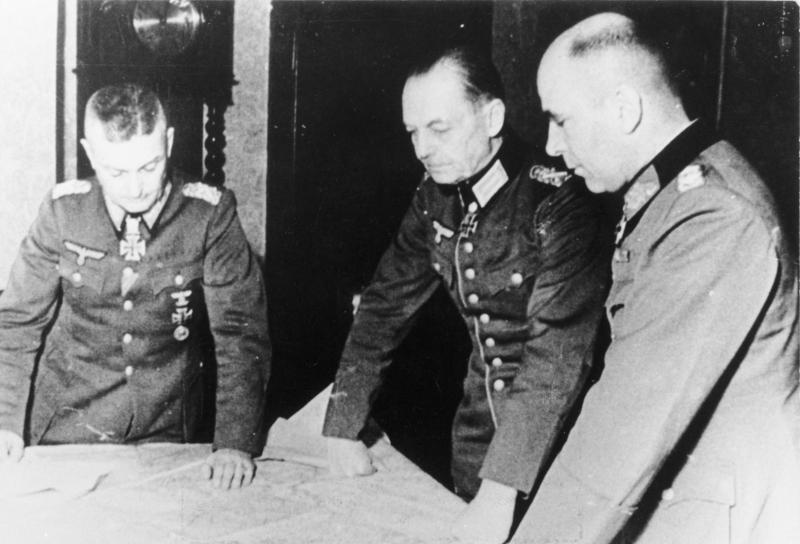
Rundstedt (meio) e Model (esquerda) planejando a Ofensiva das Ardenas

O planejamento alemão era totalmente diferente. Ficando sem opções estratégicas, a Wehrmacht planejou uma contra-ofensiva total no Ocidente, de codinome Wacht am Rhein. O primeiro rascunho do plano já foi concluído em segredo em outubro de 1944 e visava as Ardenas, espelhando a campanha bem-sucedida de 1940 contra a França. O plano exigia que as melhores divisões da Wehrmacht fossem retidas nos combates de outono, para ganhar tempo para prepará-las para a ofensiva planejada. Para o sucesso da execução do plano, a manutenção da linha do Rio Rur foi considerada absolutamente importante, para evitar um ataque de flanco aos Aliados. O plano alemão para a Campanha de Novembro-Dezembro era, portanto, manter a linha do Rio Rur com um mínimo de forças disponíveis até que a Ofensiva das Ardenas pudesse ser lançada. 
Os alemães também tinham uma carta na manga. Com o controle das barragens no Rur, eles poderiam liberar a água delas e inundar o vale do Rur e tudo o mais a jusante dele, até o Mosa e até a Holanda. Isso causaria destruição em grande escala e destruiria as pontes aliadas sobre o Rur, isolando todas as tropas a leste do rio. Durante algum tempo, os Aliados não reconheceram plenamente a importância estratégica das barragens e, apenas alguns dias antes do final da ofensiva, fizeram os primeiros movimentos específicos em direção a elas. 

### Forças opostas
As forças aliadas que participaram da operação foram o Primeiro e o Nono Exércitos dos EUA, atribuídos ao 12º Grupo de Exércitos de Omar Bradley. As unidades do Primeiro Exército para a operação consistiam no V e no VII Corpo de exército, este último designado para o ataque principal através da Floresta de Hürtgen, com o V Corpo de exército protegendo seu flanco sul. Para a próxima ofensiva, ambos os exércitos foram fortemente reforçados. A força total do Primeiro Exército aumentou de cerca de 250 mil em setembro para cerca de 320 mil antes da ofensiva, embora apenas cerca de 120 mil soldados participassem da operação principal. A força de tanques do Primeiro Exército era de cerca de 700 tanques. Em Outubro, os Aliados sofreram com graves deficiências de abastecimento, mas no início de Novembro estas já tinham sido praticamente resolvidas. O Nono Exército era um pouco menor, consistindo principalmente do XIX Corpo e algumas divisões independentes, com o XIII Corpo em reorganização. Como apoio às operações terrestres, os Aliados planejaram o maior bombardeio tático da guerra, empregando mais de 4.500 aviões. 
Após a cadeia de desastres no verão de 1944, os Aliados esperavam que a Wehrmacht não conseguisse se recuperar, mas não foi o caso. Embora as perdas de mão de obra tenham sido enormes, a Wehrmacht procurou compensar isso com a transferência de homens do Exército de Reserva, da Luftwaffe e da Kriegsmarine para tropas da linha de frente para reconstruir as suas forças. Em relação à produção industrial a situação era ainda melhor. Apesar da crescente campanha de bombardeamentos dos Aliados e da perda de territórios e fábricas, a Alemanha atingiu o seu pico de produção durante a guerra no Outono de 1944, após as reformas de Albert Speer e o aumento do uso de trabalho forçado. Para a preparação da Ofensiva das Ardenas, o 5.º Exército Panzer foi retirado da frente e substituído pelo 15.º Exército, embora para fins de engano o seu nome tenha sido alterado para ocultar este facto. Os Aliados, portanto, enfrentaram dois exércitos: o 15º Exército (Wehrmacht) sob o comando do General der Infanterie Gustav-Adolf von Zangen que estava posicionado na Floresta de Hürtgen; e o 7º Exército sob o comando do General der Panzertruppe Erich Brandenberger foi posicionado ao norte nas planícies de Rur. Embora nominalmente uma força igual à dos Aliados no papel, os alemães estavam em grande desvantagem numérica. Em alguns setores, a proporção de atacante para defensor era de cerca de 5 para 1. A razão para isso foi a grave escassez de mão de obra que os alemães estavam enfrentando. A maioria das unidades alemãs estava seriamente fraca, com algumas divisões consistindo de apenas alguns milhares de homens. No entanto, o forte entrincheiramento e a disponibilidade de considerável apoio de tanques e artilharia compensaram de alguma forma esses problemas. As tropas alemãs foram comandadas pelo OB West Generalfeldmarshall Gerd von Rundstedt e pelo comandante do Grupo de Exércitos B Generalfeldmarshall Walter Model, sendo este último considerado um especialista em defesa qualificado.  

## Ofensiva

### Ataques aéreos preliminares
Em 16 de novembro de 1944, entre 11h13 e 12h48, os bombardeiros aliados conduziram os bombardeios preliminares da Operação Queen. 1.204 bombardeiros pesados da 8ª Força Aérea dos EUA atingiram Eschweiler, Weisweiler e Langerwehe com 4.120 bombas, enquanto 339 caças-bombardeiros da 9ª Força Aérea dos EUA atacaram Hamich, Hürtgen e Gey com 200 toneladas curtas (180 toneladas) de bombas. Ao mesmo tempo, 467 bombardeiros pesados Handley Page Halifax e Avro Lancaster atacaram Düren e Jülich; 180 bombardeiros britânicos atingiram Heinsberg. 
O resultado do bombardeio foi misto. As cidades alemãs atingidas sofreram severa destruição. As comunicações alemãs após o bombardeio foram fortemente prejudicadas e houve um efeito considerável no moral, especialmente em unidades compostas por tropas mais jovens e inexperientes. No entanto, os danos diretos causados às tropas alemãs da linha de frente foram baixos e as baixas foram poucas. Os comandantes aéreos aliados admitiram que o bombardeio não correspondeu às expectativas. Cerca de 12 aeronaves foram abatidas durante o bombardeio inicial por escasso fogo antiaéreo. 

### Avanço do Primeiro Exército pela Floresta Hürtgen

#### Combate do VII Corpo de Novembro

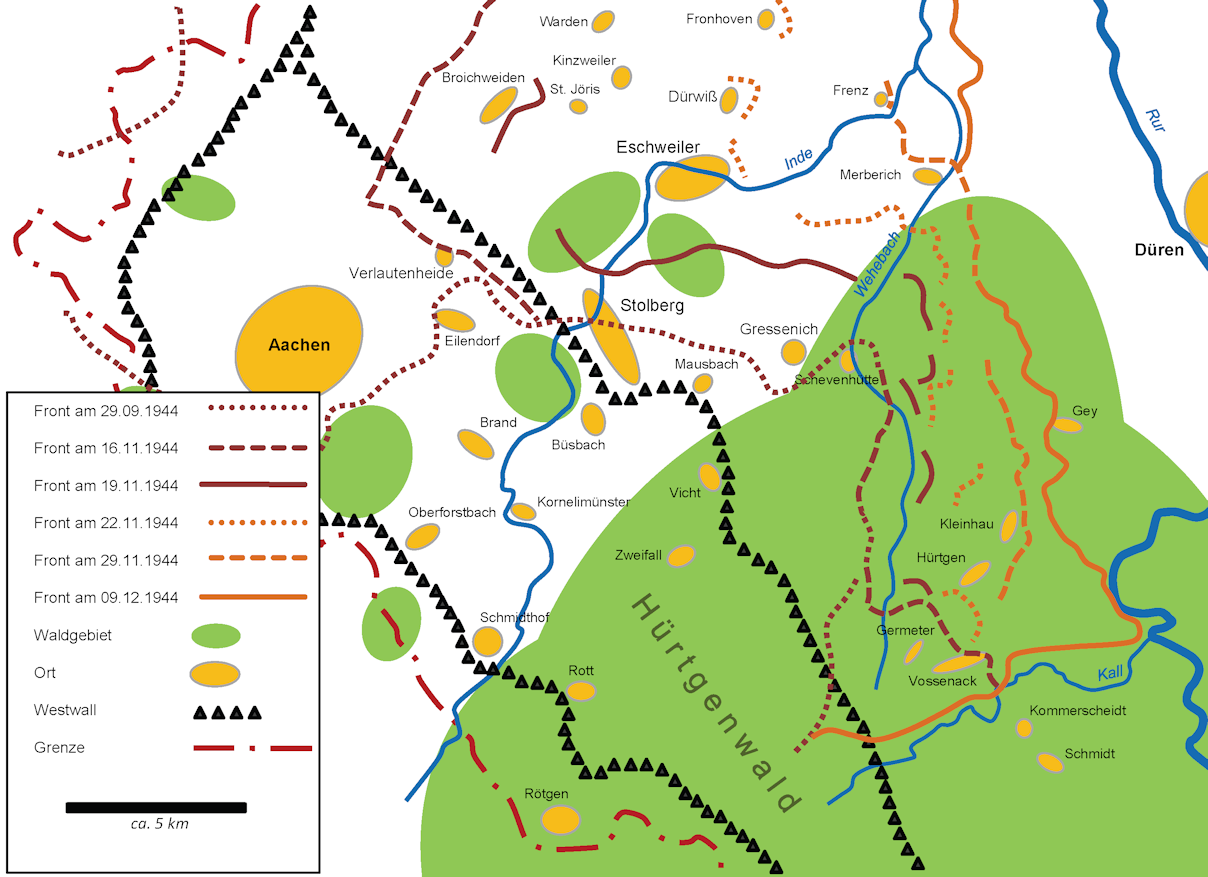
A ofensiva de novembro a 9 de dezembro

Juntamente com os bombardeios, bombardeios de artilharia pesada precederam o ataque principal do VII Corpo de exército de J. Lawton Collins. Em oposição às suas unidades estavam as forças despedaçadas do LXXXI Corpo de Exército, comandadas por Friedrich Köchling . O LXXXI Corpo consistia em três divisões: a 3ª Divisão Panzergrenadier, a 246ª Divisão de Infantaria e a 12ª Divisão Volksgrenadier. Outra unidade, a 47ª Divisão Volksgrenadier, estava em processo de transferência para o front. Era composto principalmente por funcionários da Luftwaffe com idades entre 18 e 19 anos. Todas as divisões alemãs estavam seriamente fracas, mas havia artilharia móvel e reservas de tanques disponíveis. 
O ataque do VII Corpo de exército começou com um ataque em duas frentes, com a 1ª Divisão de Infantaria à direita e a 104ª Divisão de Infantaria à esquerda. Em seu ataque inicial, a 1ª Divisão só conseguiu avançar lentamente contra o 47º VGD em torno de Hamich. As baixas foram pesadas, especialmente após contra-ataques reforçados em Hamich e nas proximidades da Colina 232 pelo 47º VGD e pelas reservas móveis ainda presentes da 116ª Divisão Panzer.  Após quatro dias de combate, Hamich foi capturado, mas a 1ª Divisão avançou apenas cerca de 3,2 km (2,0 mi), com vítimas já totalizando mais de 1.000 homens. 
Enquanto isso, Collins ordenou que a 3ª Divisão Blindada americana dividisse seus comandos de combate constituintes. O CCA foi designado para auxiliar a 104ª Divisão, enquanto o CCB agiria de forma independente para tomar quatro aldeias (Werth, Koettenich, Scherpenseel, e Hastenrath) nas franjas noroeste da Floresta de Hürtgen, defendidas pelo 12º VGD. Este pequeno corredor entre a 1ª e a 104ª Divisão era um dos poucos locais adequados para um ataque blindado. Embora o CCB tenha conseguido cumprir a sua tarefa em três dias, a lama pesada dificultou o seu movimento e as baixas dos tanques foram pesadas; O CCB perdeu 49 dos 69 tanques. 
O avanço da 1ª Divisão continuou lento. Os defensores alemães estavam em uma posição favorável, de onde podiam ignorar as rotas de aproximação das forças aliadas. A tática alemã era lutar principalmente nas florestas densas, onde a artilharia e o apoio aéreo americanos eram ineficazes e emergia um estado de guerra de trincheiras sangrenta. Os americanos tiveram que subir colina após colina em combates pesados, enquanto as baixas aumentavam. Numerosos contra-ataques alemães retardaram ainda mais o avanço, muitas vezes recuperando terreno que acabara de ser capturado em uma luta sangrenta. Em um ato de desespero, Collins moveu praticamente toda a sua artilharia disponível para abrir caminho para a 1ª Divisão em 21 de novembro. Com o avanço Aliado já enfraquecido na primeira fase da ofensiva, o CCA da 3ª Divisão Blindada foi designado para a parte norte do flanco esquerdo da 1ª Divisão. O ataque blindado conseguiu capturar o castelo em Frenzerburg (perto de Inden). Essa luta durou até 28 de novembro. Enquanto isso, GFM Rundstedt decidiu injetar alguns reforços na batalha, mas apenas se duas divisões fossem simultaneamente retiradas da frente para os preparativos da Ofensiva das Ardenas. Portanto, a 3ª Divisão de Paraquedistas foi transferida para a frente, enquanto os sangrados 12º e 47º VGD foram retirados. As dificuldades logísticas e a inexperiência do novo adversário ajudaram a 1ª Divisão e esta finalmente conseguiu sair da floresta, tomando Langerwehe, Jüngersdorf e Merode até 28 de novembro. No entanto, a terrível situação não mudou, e um violento contra-ataque da 3ª Divisão de Paraquedas em Merode levou à destruição de duas empresas. No início de dezembro, a 1ª Divisão estava desgastada e já havia sofrido cerca de 6 mil baixas.  

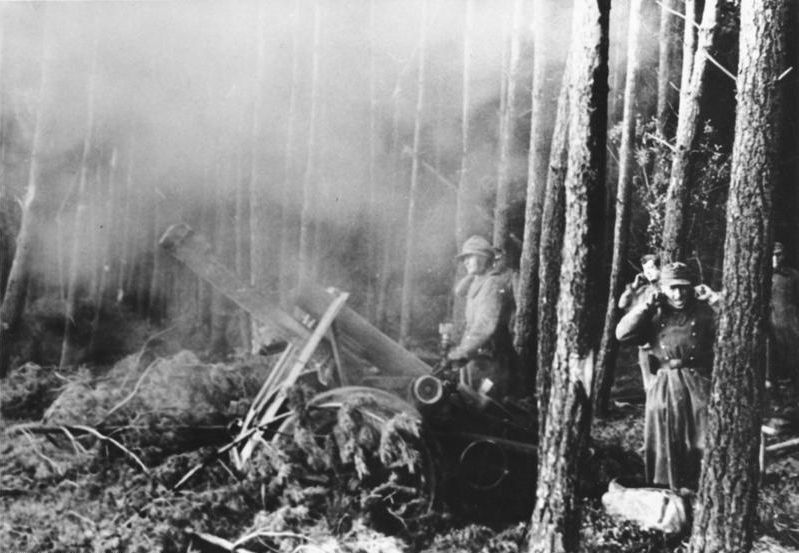
Artilharia alemã na Floresta Hürtgen

O avanço da 104ª Divisão foi um pouco melhor. A unidade garantiu o flanco esquerdo do VII Corpo de exército entre o Primeiro e o Nono Exército dos EUA. O alvo da unidade era o triângulo industrial em Eschweiler-Weisweiler e as florestas de Eschweiler em Stolberg. Esta parte da frente era dominada pelo Donnersberg, perto da aldeia de mesmo nome. A divisão enfrentou o 12º VGD alemão, bem como a 3ª Divisão Panzergrenadier. Seguiram-se intensos combates em Donnerberg, mas em 19 de novembro a importante colina estava em mãos americanas. Depois disso, a divisão renovou seu ímpeto e rumou simultaneamente para Stolberg e Eschweiler. Stolberg foi tomada no mesmo dia, mas a resistência alemã em Eschweiler era pesada, então os americanos tentaram cercar a cidade. Isso funcionou, e o comando alemão decidiu retirar-se da cidade, abandonando-a para a 104ª Divisão. A divisão avançou então ao longo da margem ocidental do rio Inde . Seguiram-se combates intensos, e o 12º VGD lutou até quase a destruição, até ser substituído pela nova 3ª Divisão de Paraquedistas. Em 26 de novembro, Weisweiler foi tomada depois que os alemães decidiram recuar da cidade. Inden caiu em 30 de novembro, trazendo o triângulo industrial para as mãos americanas. A 104ª Divisão agora controlava a margem ocidental do Inde e estava pronta para cruzar o rio para avançar em direção ao Rur.  A travessia do rio em Lamersdorf começou em 2 de dezembro. Foi inicialmente bem-sucedido e num rápido avanço o verdadeiro objetivo, Lucherberg, foi tomado. A divisão ainda conduzia operações de limpeza quando os alemães montaram um contra-ataque contra a cidade, auxiliados por tanques pesados. A luta intensa durou horas; em 5 de dezembro, a cidade foi finalmente protegida e Collins ordenou uma pausa devido ao lento avanço das outras divisões do corpo. 
Além do duplo impulso conduzido pela 1ª e 104ª Divisão, o comando americano determinou que outra rota de ataque deveria ser tomada em direção a Düren. Esta tarefa foi passada para a 4ª Divisão de Infantaria, que se posicionou na ala sul do VII Corpo de exército para fazer uma rota entre Hürtgen e Schevenhütte, capturando também as aldeias de Kleinhau e Grosshau. Aqui, a divisão assumiria as posições da exaurida 28ª Divisão de Infantaria, que havia sido gravemente atacada durante os combates preliminares da Operação Rainha em Schmidt. Esta posição ainda era ocupada pela enfraquecida, mas experiente, 275ª Divisão de Infantaria Alemã. As linhas alemãs reduzidas não puderam oferecer tanta resistência como no início de novembro, mas o terreno difícil, assim como as minas, causaram pesadas baixas aos americanos. Após cinco dias de combate, a divisão avançou apenas cerca de 2,5 quilômetros (1,6 mi), mas já havia sofrido 1.500 baixas. Ao mesmo tempo, o comando alemão fez novamente alterações na ordem de batalha. A 116ª Divisão Panzer, que ajudou a montar vários contra-ataques durante os primeiros combates, foi retirada em 21 de novembro da área para ser reformada para a próxima Ofensiva das Ardenas. O mesmo aconteceu com a 275ª Divisão, que estava com pouca força. Como compensação, a inexperiente 344ª Divisão Volksgrenadier foi libertada e correu para a frente, enquanto a 353ª Divisão Volksgrenadier foi colocada atrás dela como força de reserva.  

#### V Corpo se junta à ofensiva

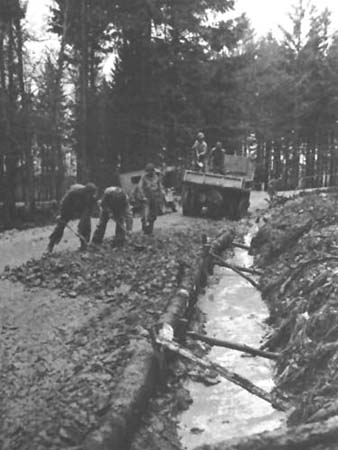
Engenheiros do Exército reparando uma estrada lamacenta na Floresta Hürtgen

O planejamento inicial não previa o desdobramento do V Corpo de exército do General Gerow até que o VII Corpo de exército tivesse alcançado um grande avanço. O V Corpo de exército então teria que fazer uma aproximação junto com o VII Corpo de exército em direção a Bonn. No entanto, após os primeiros dias, o alto comando americano percebeu que o VII Corpo de exército precisaria de assistência extra para alcançar um avanço. Portanto, o V Corpo foi ordenado a se juntar à luta. O Corpo estava situado ao sul do VII Corpo. A primeira ação de Gerow foi substituir a 28ª Divisão pela 8ª Divisão de Infantaria, para auxiliar no avanço da já combativa 4ª Divisão. A divisão foi auxiliada por um CCR da 5ª Divisão Blindada. O corpo assumiu Hürtgen e Kleinhau como objetivos da 4ª Divisão e iniciou seu ataque em 21 de novembro. 
O avanço da 8ª Divisão foi constante, mas muito lento. A 4ª Divisão chegou a Grosshau em 25 de novembro, mas não conseguiu capturá-la devido à forte resistência e problemas de coordenação com as unidades blindadas de apoio. Ao mesmo tempo, os tanques do CCR tentaram um ataque direto a Hürtgen, que terminou em completo fracasso contra as posições antitanques alemãs. Num novo ataque conduzido apenas pela infantaria, Hürtgen foi tomada em 28 de novembro. As 4ª e 8ª divisões atacaram simultaneamente Grosshau e Kleinhau em 29 de novembro, e ambas as cidades foram capturadas no mesmo dia. Esse sucesso estimulou os esforços americanos. A 8ª Divisão juntamente com o CCR continuaram seu avanço nos dias seguintes em direção ao leste em direção à cordilheira Brandenberg-Bergstein. Brandenberg foi capturado em 2 de dezembro. No mesmo dia, ocorreu um raro ataque massivo da Luftwaffe com cerca de 60 aviões, mas causou apenas danos menores. Em 5 de dezembro, Bergstein caiu. Enfrentando o avanço aliado, os alemães montaram um contra-ataque massivo à cidade. Durante a noite e no dia seguinte, ocorreram intensos combates até que as forças alemãs foram repelidas e a Colina do Castelo, uma colina importante além de Bergstein, que supervisionava a cidade, foi tomada. O V Corpo de exército estava agora a uma distância de ataque do Rur e alcançou o rio um dia depois.  
Nesse ínterim, a 4ª Divisão também fez alguns progressos. Após a captura de Grosshau, a divisão foi auxiliada pelas forças blindadas do CCR. A divisão dirigia-se agora para Gey, que foi alcançada em 30 de novembro, mas fortemente defendida. Dois dias depois, os alemães montaram um contra-ataque a partir de Gey, que causou pesadas baixas. O ataque só foi interrompido por intenso fogo de artilharia. Desde o início da ofensiva, a 4ª Divisão já havia perdido cerca de 6.000 homens e agora não conseguia conduzir novas operações ofensivas. Posteriormente, Collins decidiu interromper suas operações ofensivas e retirou a divisão para substituí-la pela 83ª Divisão de Infantaria em 3 de dezembro. 
No início de dezembro, o Primeiro Exército abriu caminho através da maior parte da Floresta Hürtgen. Embora o V Corpo de exército tivesse alcançado o Rur na ala sul, o VII Corpo de exército ainda estava aquém de seu objetivo de alcançar o Rur. As baixas nesta campanha foram tremendas. A luta pela Floresta de Hürtgen, que já durava desde setembro, custou aos americanos cerca de 32.000 homens. 

### Avanço do Nono Exército pelas planícies do Rur
Paralelamente ao avanço do Primeiro Exército através da Floresta Hürtgen, o Nono Exército teve que avançar através das planícies de Rur. Este terreno era fundamentalmente diferente da floresta densa, constituída por terras agrícolas planas com pequenas aldeias. O planejamento desta área para ambos os lados foi diferente, já que os alemães esperavam que o ataque principal dos Aliados passasse por esta área, embora na verdade fosse através da Floresta de Hürtgen. Uma das razões para esta decisão foi o perigoso Geilenkirchen-Salient no flanco norte do Nono Exército, que teria ameaçado o avanço americano. Esta saliência foi reduzida e tornada inofensiva na Operação Clipper, por um ataque combinado EUA-Reino Unido até 22 de novembro. A 84ª Divisão do XIII Corpo do Nono Exército desempenhou um papel importante nesta operação. 
A investida do Nono Exército foi conduzida principalmente pelo XIX Corpo sob o comando do General Gillem e foi combatida pelo LXXXI Corpo de exército de Köchling, bem como pelas forças de reserva do XLVII Corpo Panzer. O plano previa um avanço rápido para Jülich com as suas 3 divisões. A 2ª Divisão Blindada teve que avançar em linha estreita em direção a Linnich e daí em direção ao Rur. No centro a 29ª Divisão de Infantaria teve que seguir o caminho direto em direção a Jülich e no sul a 30ª Divisão de Infantaria teve que tomar Würselen e depois continuar até Rur. 
Tal como no sector do Primeiro Exército, a Operação Rainha começou com um bombardeamento aéreo massivo contra cidades e posições alemãs em 16 de Novembro. Terminado o ataque aéreo, a ofensiva americana foi lançada. A 30ª Divisão iniciou um ataque frontal contra seu primeiro objetivo – Würselen. Após quatro dias de avanço lento, a cidade foi tomada. A resistência alemã da 3ª Divisão Panzergrenadier foi dificultada devido à grande área que tinha de cobrir. No centro, a 29ª Divisão também iniciou seu ataque. O plano previa avançar entre as cidades para lidar com os pontos fortes fortificados depois de cercados. Este plano, no entanto, falhou e a 29ª Divisão logo foi imobilizada, sem nenhum progresso adicional. Com o auxílio da 2ª Divisão Blindada, em 18 de novembro sua investida foi renovada contra o adversário 246º VGD alemão, tomando Setterich, Bettendorf e arredores de Siersdorf. A capacidade insuficiente do 246º VGD foi fortemente reduzida e, em 21 de novembro, os americanos tinham apenas 2 km (1,2 mi) à frente do Rur. 

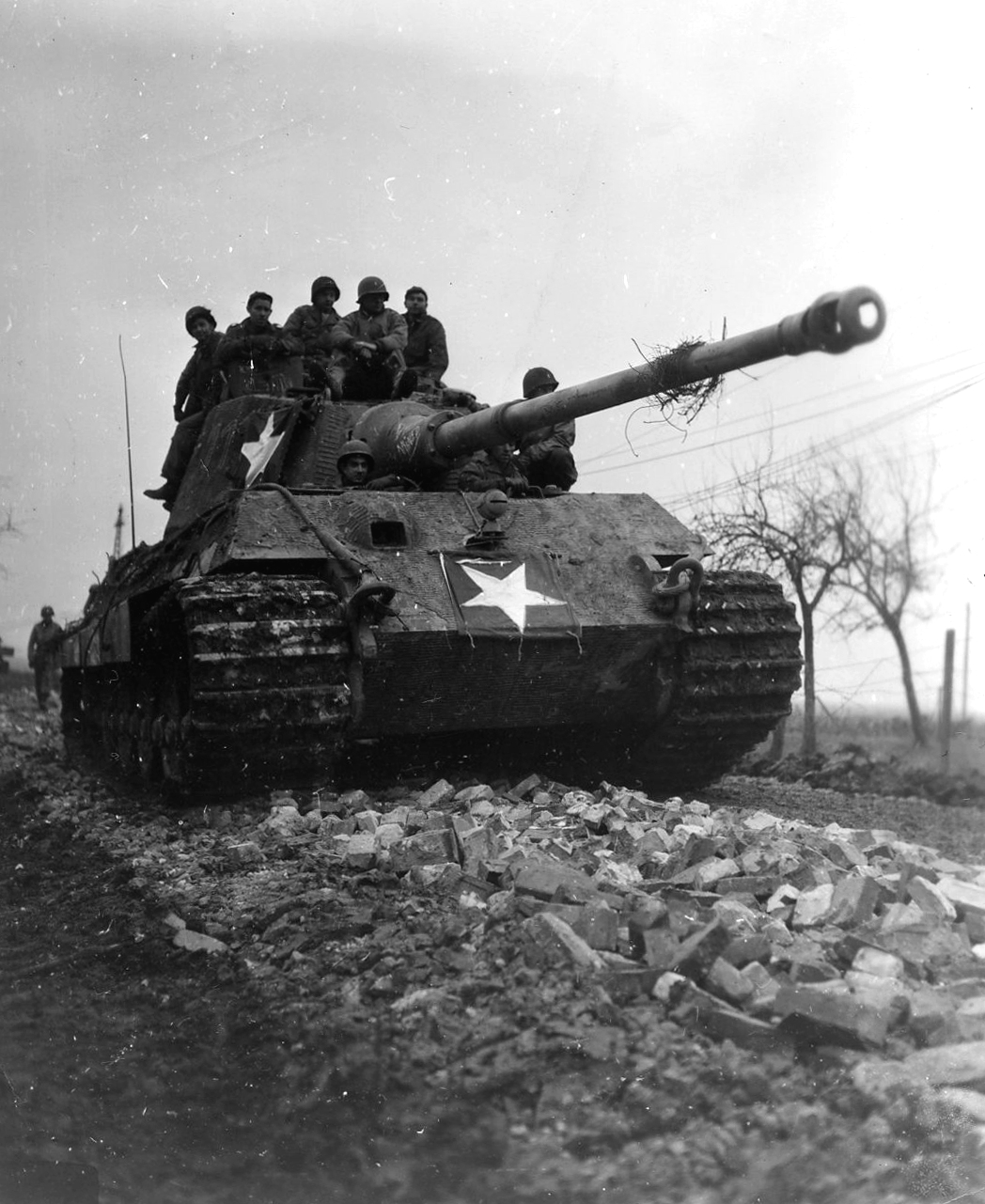
Tiger II capturado com marcações aliadas improvisadas

Enquanto isso, no norte, a 2ª Divisão Blindada também iniciou seu ataque a Gereonsweiler e Linnich. O avanço foi muito constante e já no dia seguinte as cidades Puffendorf e Immendorf foram tomadas. Isto alarmou o comando alemão e Rundstedt autorizou a libertação da 9ª Divisão Panzer para um contra-ataque blindado pesado contra as duas cidades. Anexado a esta unidade estava o 506º Batalhão Panzer Pesado com cerca de 36 tanques King Tiger. Em Immendorf, os alemães conseguiram invadir a cidade, mas foram repelidos em combates corpo a corpo ao amanhecer. A luta principal, porém, ocorreu em Puffendorf. Como a 2ª Divisão Blindada também queria continuar seu avanço em direção a Gereonsweiler, a divisão foi pega em campo aberto quando cerca de 30 tanques alemães se aproximaram dela. Na batalha que se seguiu, os americanos foram empurrados de volta para Puffendorf com pesadas perdas. A luta então continuou pelas cidades. As perdas alemãs neste dia foram de 11 tanques, enquanto a 2ª Divisão Blindada perdeu cerca de 57 tanques nos combates. No entanto, o impasse não durou muito, pois os americanos conseguiram avançar lentamente através da combinação de artilharia pesada e apoio aéreo. Em 20/21 de novembro, intensos combates ocorreram dentro e ao redor de Gereonsweiler, até que os alemães recuaram e a cidade finalmente ficou em mãos americanas.  
Em 22 de novembro, todas as 3 divisões do XIX Corpo de exército estavam ao alcance de ataque do Rur. Neste ponto, o comando alemão decidiu libertar outra divisão, a 340ª Divisão Volksgrenadier, para a frente, à medida que a ameaça a Jülich se tornava aparente. A 340ª Divisão avançou para assumir as posições do maltratado 246º VGD. Devido a este reforço, o avanço da 29ª e 30ª Divisão de Infantaria foi paralisado após serem expulsos de Bourheim. O último anel de defesa alemão antes de Jülich estava agora entre Bourheim, Koslar e Kirchberg (Jülich). O mesmo aconteceu com a 2ª Divisão Blindada que foi repelida de Merzenhausen. Durante os dias seguintes, os combates na linha de defesa foram muito intensos, levando principalmente à troca de barragens de artilharia pesada. Bourheim foi tomada em 23 de novembro, mas permaneceu sob constante bombardeio das forças alemãs. Dois dias depois, as tropas americanas entraram em Koslar. Um contra-ataque alemão subsequente conseguiu invadir Bourheim e Koslar, mas foi logo repelido. Em 26 de novembro, uma ofensiva geral foi iniciada para finalmente avançar para o Rur. Koslar, Kirchberg e Merzenburg foram tomadas em 27 de novembro. Em 28 de novembro, o XIX Corpo de exército alcançou o Rur em uma frente ampla, restando apenas duas cabeças de ponte alemãs no lado oeste do rio, que não foram tomadas até 9 de dezembro. 
Ao norte do XIX Corpo de exército, Geilenkirchen foi capturado durante a Operação Clipper, mas o avanço Aliado estagnou em Wurm, alguns quilômetros antes do Rur, tornando o avanço Aliado neste setor um impasse. As baixas do Nono Exército na Operação Rainha foram 1.133 mortos, 6.864 feridos e 2.059 desaparecidos. 

### VII Corpo de Exército avança para o Rur
Embora o avanço do Nono Exército tenha sido bem-sucedido, no início de dezembro o VII Corpo de exército havia acabado de deixar a Floresta de Hürtgen, ainda estava aquém do Rur e sofreu pesadas baixas. Para a próxima conclusão da ofensiva, a 1ª Divisão de Infantaria foi substituída pela 9ª Divisão de Infantaria e a 4ª Divisão de Infantaria pela 83ª Divisão de Infantaria. Após uma pausa deliberada para reorganização, o ataque foi retomado em 10 de dezembro em direção ao Rur e à cidade-chave de Düren. A mão-de-obra alemã neste ponto era muito baixa, com a defesa dependendo principalmente do apoio da artilharia. No norte as 104ª e 9ª Divisões, auxiliadas pela 3ª Divisão Blindada, não enfrentaram muita resistência. A 3ª Divisão de Paraquedistas e especialmente o desgastado 246º VGD não foram capazes de oferecer resistência séria. Depois de quatro dias, a 104ª Divisão estava em Rur. O mesmo aconteceu com a 9ª Divisão. Durante os combates, a 3ª Divisão de Paraquedistas foi substituída pela 47ª Divisão Volksgrenadier, montada às pressas. 
No sul, a 83ª Divisão enfrentou problemas maiores. Teve que avançar pelas cidades de Strass e Gey, esta última acabando de ser o local de uma pesada batalha que praticamente tornou a 4ª Divisão indisponível para novas operações ofensivas. No entanto, a nova 83ª Divisão, auxiliada pela 5ª Divisão Blindada, foi capaz de tomar a maior parte de Strass e chegar a Gey no mesmo dia contra o desgastado 353º VGD. No entanto, a estrada lamacenta e as minas impediram que os americanos levassem os seus tanques para ambas as cidades para apoiar a infantaria. Como resultado, após alguns contra-ataques alemães determinados a Schafberg, as unidades americanas em Strass foram efetivamente isoladas e tiveram de ser abastecidas por aviões, enquanto os alemães iniciaram vários ataques à cidade. Schafberg foi retomado em 12 de dezembro e os tanques chegaram a Gey e Strass, amenizando a situação. Mesmo assim, as baixas foram pesadas, com cerca de 1.000 homens para a divisão em apenas 3 dias. 
No norte de Gey, o avanço da divisão foi melhor e a divisão conquistou as cidades de Gürzenich e Birgel. Em 14 de dezembro, foi lançada uma nova campanha conduzida por tanques. Depois de encontrar forte resistência inicial a leste de Strass, o avanço em outras partes da linha de frente forçou os alemães a recuar. Em 16 de dezembro, o VII Corpo de exército finalmente alcançou o Rur, restando apenas algumas pequenas cabeças de ponte a oeste do rio. As baixas nesta campanha foram tremendas, já que o VII Corpo de exército teve cerca de 27.000 vítimas em um mês. 

### Barragens do Rur
Durante a abordagem dos Aliados em relação ao Rur, a questão das barragens do Rur assumiu uma nova urgência. As barragens eram um alvo estrategicamente importante, pois permitiriam aos alemães inundar o vale do Rur e tudo o mais a jusante dele, até ao Mosa e até aos Países Baixos. Isto atrasaria o esforço ofensivo Aliado na Alemanha, possivelmente causando grandes baixas, bem como encurralando unidades Aliadas a leste da inundação. Demorou muito até que o alto comando aliado reconhecesse a sua importância e até que as primeiras ações específicas fossem implementadas em relação a eles. A primeira abordagem foi feita pela RAF, encarregada de rompê-los, com os bombardeios começando no início de dezembro. Em ondas de ataque contínuas, centenas de aeronaves foram lançadas contra as barragens, mas os danos foram insignificantes. Em 13 de dezembro, o V Corpo de exército, já em Rur, foi encarregado de iniciar uma ofensiva para tomar as barragens de várias direções, incluindo o setor das Ardenas. A ofensiva pegou os alemães de surpresa, mas como os Aliados encontraram os alemães quase prontos para a Ofensiva das Ardenas, a resistência logo endureceu. Em 16 de dezembro, os alemães lançaram a sua ofensiva total final na sua frente ocidental, Wacht am Rhein, o que levou ao fim imediato de todos os esforços ofensivos aliados neste setor.  

## Consequências
A Operação Rainha não foi capaz de atingir os seus objetivos sofisticados. No início da ofensiva, os planejadores aliados previram que a ofensiva seria apenas um ponto de partida para uma penetração profunda através do Rur, na Alemanha até o Reno. Depois de um mês de combates intensos, os americanos mal conseguiram chegar ao Rur. Nenhuma ponte sobre o rio havia sido construída, os alemães ainda detinham algumas partes a oeste do rio e as importantes barragens de Rur ainda estavam em mãos alemãs, ameaçando quaisquer novas operações ofensivas. Mesmo sem saber da próxima ofensiva alemã, os planeadores aliados estimaram que a data mais próxima para um grande ataque à Alemanha seria em meados de Janeiro. 
A Wehrmacht conseguiu atrasar com sucesso o avanço americano em direção ao Rur. A linha do rio Rur, cuja exploração foi considerada necessária para o sucesso da implementação da Ofensiva das Ardenas, foi detida. A preparação da Ofensiva final das Ardenas foi em grande parte bem-sucedida, com a Alemanha sendo capaz de reunir tropas suficientes em segredo para um golpe suficiente. Em 16 de dezembro, os Aliados foram apanhados de surpresa e os alemães conseguiram rapidamente alcançar um avanço. Mais tarde (14 a 26 de janeiro de 1945), o triângulo Roer foi desobstruído durante a Operação Blackcock e somente em fevereiro de 1945 os Aliados finalmente conseguiram cruzar o Rur, quando então a estrada para o Reno estava desobstruída. 
No entanto, a ofensiva das Ardenas também mostrou a falta de qualquer perspectiva estratégica de longo prazo para a Alemanha. A superioridade dos Aliados em número de homens e equipamentos não poderia ser superada pela Alemanha. A manutenção bem-sucedida da linha do Rio Rur só levaria a uma guerra prolongada, causando destruição adicional e perda de vidas. 